# Маркиз Саффолк
Маркиз Саффолк (англ. marquess of Suffolk) — дворянский титул в системе пэрства Англии. Был создан в 1444 году для Уильяма де ла Поля, 4-го графа Саффолка, но в 1448 году он получил титул герцога Саффолка, заменивший титул маркиза. 

## История
Титул был создан 14 сентября 1444 года для Уильяма де ла Поля, 4-го графа Саффолка. Он был важной фигурой при дворе короля Генриха VI, став во второй половине 1440-х годов фактическим правителем Англии. В 1447 году он получил также титул графа Пембрука, а в 1448 — герцога Саффолка. Но после окончательного поражения в Столетней войне он был в 1450 году отстранён от власти и убит, а его титулы — конфискованы. Позже его сыну Джону, женившемуся на сестре короля Эдуарда IV, был возвращён титул герцога Саффолка. 

## Маркизы Саффолк
- 1444—1448: Уильям де ла Поль (16 октября 1396 — 2 мая 1450), 4-й граф Саффолк с 1415 года, 1-й маркиз Саффолк с 1444 года, 1-й граф Пембрук с 1447 года, 1-й герцог Саффолк с 1448 года[3][1].